# Marian Campello Moreno
Marian Campello Moreno (Elx, 7 de gener de 1987) és una activista social i política valenciana, diputada a les Corts Valencianes en la IX legislatura i Secretària Autonòmica d'Innovació i Transformació Digital de la Generalitat Valenciana de 2022 a 2023 (X Legislatura).

## Biografia
De 2004 a 2007 fou fundadora i vicepresidenta de la Federació d'Estudiants de Secundària a Elx, i de Joves d'Elx per la Llengua en 2005. Ha treballat com a monitora en un menjador escolar i en tasques relacionades amb la integració social, el medi ambient i l'educació d'adolescents en risc d'exclusió social. En 2012 fou gestora de la plataforma promotora de la música local Ilirock i des de 2013 és membre de l'Associació Tira-li, alhora que participa en l'assemblea il·licitana del Moviment 15-M.
Membre de Joves del País Valencià - Compromís, després d'un procés de primàries obertes fou escollida diputada per la Coalició Compromís a les eleccions a les Corts Valencianes de 2015. Fou presidenta de la Comissió d'Educació i Cultura de les Corts Valencianes.
A les eleccions de 2019 no va aconseguir l'acta de diputada pel que fou contractada com a assessora del president de les Corts Enric Morera. Va substituir a Jordi Juan al capdavant de la Secretaria Autonòmica d'Innovació i Transformació Digital, dins l'organigrama de la Conselleria d'Innovació, Universitats, Ciència i Societat Digital de la Generalitat Valenciana el setembre de 2022.